# Estação Ferroviária de Pocinhos
A Estação Ferroviária de Pocinhos é uma estação ferroviária localizada no município de Pocinhos, Paraíba. Inaugurada na década de 1950 a estação encontra-se atualmente abandonada.
A referida estação integrava o ramal de Campina Grande, que inicialmente partia desde Itabaiana até a cidade de Campina Grande e depois de concluída a ligação entre Sousa-Pombal, Pombal-Patos e Patos-Campina, ligou-se com o Ceará.

## Histórico
O ramal de Campina Grande, do qual a Estação de Pocinhos fazia parte, partia da ferrovia da Great Western, que ligava Recife a Natal. O ramal da Paraíba foi prolongado de Sousa até Patos, em 1944 e em 1958, completou a ligação férrea entre o Ceará e a Paraíba ou Pernambuco.
Apesar de o trecho entre Campina Grande e Patos somente ter sido aberto em 1958, a Estação de Pocinhos pode ter sido inaugurada um pouco antes, em 1954, pela Rede Ferroviária do Nordeste (RFN), vindo a ser desativada em 1997, abandonada, serviu de moradia por alguns anos e depois, novamente abandonada.

## Localização
Construída próxima à zona urbana de Pocinhos, a estação situava-se à altura do quilômetro 263 do Ramal de Campina Grande (de bitola métrica). Tinha como estações próximas a de Engenheiro Benévolo e a de Puxinanã.

## Cultura
A estação serviu de base para a gravação do longa-metragem "Cinema, Aspirinas e Urubus", de 2005, que conta a história de um alemão que para fugir da Segunda Guerra Mundial, veio trabalhar como vendedor de aspirinas nas cidades do interior do Nordeste. Além da estação, a gravação também ocorreu no próprio povoado de Pocinhos, em Cabaceiras, Patos e São Mamede.